# Gewog di Pemathang
Il gewog di Pemathang è uno degli undici raggruppamenti di villaggi del distretto di Samdrup Jongkhar, nella regione Orientale, in Bhutan.